# 黛安·拉德
蘿絲·黛安·拉德（英語：Rose Diane Ladnier，1935年11月29日—）是一名美國女演員，曾獲得三次奧斯卡最佳女配角獎提名。

## 作品
- 1974年：《再見愛麗絲》（Alice Doesn't Live Here Anymore）
  - 英國電影學院獎最佳女配角
  - 提名—奧斯卡最佳女配角獎
  - 提名—金球獎最佳電影女配角
- 1990年：《我心狂野》（Wild at Heart）
  - 提名—奧斯卡最佳女配角獎
  - 提名—金球獎最佳電影女配角
- 1991年：《激情薔薇》（Rambling Rose）
  - 提名—奧斯卡最佳女配角獎
  - 提名—金球獎最佳電影女配角